# Цацос, Константинос
Константинос Ца́цос (греч. Κωνσταντίνος Τσάτσος МФА: [kɔnstanˈdinɔs ˈt͡sat͡sɔs], 1 июля 1899, Афины — 8 октября 1987, Афины) — греческий политик, дипломат, юрист, учёный. Занимал должность Президента Греции в период с 1975 до 1980 года. Второй президент Третьей греческой республики.

## Биография
Образование получил в Афинском университете в 1921 году, по специальности юрист. Окончил аспирантуру в области права и философии права в Гейдельберге. В период 1922—1929 гг. работал в греческом посольстве в Париже. В 1929 году стал доктором права, а в 1932 году профессором Афинского университета. Интернирован на остров Скирос в период диктатуры Иоанниса Метаксаса. В 1941 году он был уволен из университета и скрылся на Ближний Восток. Вернулся в Грецию в 1945 году после освобождения страны и снова занимался преподаванием.
В 1945 году назначен министром внутренних дел в правительстве Петроса Вулгариса и министром по вопросам прессы в следующем правительстве Панайотиса Канелопулоса. В 1946 Цацос оставил преподавание и начал свою политическую деятельность как член Либеральной партии. Дважды занимал пост министра в правительстве координация Фемистокла Софулиса (1949) и Софокла Венизелоса (1951).
В 1956 году поступил в только что созданный Национальный радикальный союз под руководством Константиноса Караманлиса. С тех пор избирался депутатом Греческого парламента на всех последующих выборах, занимал должности министров в правительстве К. Караманлиса (1961, 1963), министра юстиции в правительстве П. Канелопулоса (1967).
После восстановления демократии в (1974) назначен министром культуры в правительстве национального единства. В том же году был избран депутатом парламента от «Новой демократии». 20 июня 1975 года Константинос Цацос был избран президентом Греции; он оставался на этом посту до конца мандата в мае 1980 года.
В 1961 году он был избран постоянным членом Греческой академии наук. Он был её председателем и заместителем председателя. В 1979 году был избран иностранным членом французской Академии моральных и политических наук, почетным доктором Сорбонны. Цацос — член-корреспондент Академии наук Марокко и Румынии (1980) и Европейской академии наук, искусства и литературы (1981). Он опубликовал много статей, монографий, научных публикаций в области права и философии. Издано 2 тома поэзии и драматургии под псевдонимом Ивос Делфос.